# Mount Morris (Illinois)
Mount Morris è un villaggio degli Stati Uniti d'America, situato nello Stato dell'Illinois, nella contea di Ogle.